# Karolis Jasaitis
Karolis Jasaitis (ur. 1 listopada 1982) – litewski piłkarz, grający w klubie REO Wilno. Występuje na pozycji pomocnika. W reprezentacji Litwy zadebiutował w 2002 roku. Do tej pory rozegrał w niej jeden mecz (stan na 26 kwietnia 2012).